# Юрий Федотов
Юрий Викторович Федотов (14 декември 1947 г., Сухуми – 16 юни 2022 г., Виена) е руски дипломат от 2010 до 2019 г. – изпълнителен директор на Службата на ООН по наркотиците и престъпността.

## Биография
През 1971 г. завършва МГИМО. Работил е в посолствата на СССР в Алжир и Индия.
- От 1993 до 1999 г. е старши съветник, заместник, първи заместник постоянен представител на Руската федерация в ООН в Ню Йорк.
- От 1999 до 2002 г. е директор на отдела за международни организации на Министерството на външните работи на Русия.
- През периода 2002 – 2005 г. Федотов е заместник министър на външните работи на Руската федерация.[1][2][3]
- От 2005 до 2010 г. е извънреден и пълномощен посланик на Руската федерация в Обединеното кралство.
- От 13 септември 2010 г. до 2019 г. – заместник генерален секретар на ООН, изпълнителен директор на Службата на ООН по наркотиците и престъпността.

Почива на 16 юни 2022 г. на 74-годишна възраст във Виена.

## Награди
- Орден за приятелство (22 март 2004 г.) – за големия му принос в развитието и изпълнението на външната политика на Руската федерация[4]
- Благодарност на президента на Руската федерация (25 октомври 2004 г.) – за заслуги в изпълнението на външната политика на Руската федерация[5]
- Заслужил работник на Дипломатическата служба на Руската федерация (11 февруари 2008 г.) – за големия му принос в изпълнението на външната политика на Руската федерация, много години безупречна дипломатическа служба[6]

## Дипломатически ранг
- Извънреден и пълномощен пратеник 2-ри клас (8 февруари 1993 г.)[7]
- Извънреден и пълномощен пратеник 1-ви клас (3 март 1997 г.)[8]
- извънреден и пълномощен посланик (22 януари 2001 г.)[9]